# Калинка (Самарская область)
Калинка — посёлок в Волжском районе Самарской области. Входит в состав сельского поселения Дубовый Умёт.
Почтовый индекс 443530. Код ОКАТО 36214816004. Телефонный код +7(846).

## География
Находится в 25 км к югу от Самары, в 20 км к юго-востоку от Новокуйбышевска.

## Население
477 человек (2002), 532 (2010).

## Инфраструктура
В посёлке имеется полицейский участок, продуктовый магазин, фельдшерско-акушерский пункт, кладбище, школа-сад, мукомольное предприятие, автобусная станция.